# Енні Іслі
Енні Джей Іслі (англ. Annie J. Easley, 23 квітня 1933 — 25 червня 2011 року) — афроамериканська комп'ютерна вчена, математикиня і ракетологиня. Працювала в Науково-дослідному центрі Льюїса (нині дослідний центр Гленна) Національного управління аеронавтики і космічного простору (NASA) та його попередника, Національного консультативного комітету з аеронавтики (NACA). Була провідною членкинею команди, що розробила програмне забезпечення для розгінного блоку Кентавр і однією з перших афроамериканців, що працювали комп'ютерними вченими в НАСА.

## Раннє життя та освіта
Народилася у сім'ї Бада Маккрорі і Віллі Сімс в Бірмінгемі, штат Алабама. До початку руху за громадянські права освітні та кар'єрні можливості для афроамериканських дітей були дуже обмежені. Їх виховували окремо від білих дітей і школи для них найчастіше поступалися «білим» школам. Енні пощастило, що мати заохочувала її отримати гарну освіту, сказавши, що можна стати будь-ким, ким вона захоче, але над цим доведеться працювати. З п'ятого класу Енні відвідувала старшу школу Святої сім'ї і була найкращою у класі.
Після середньої школи відвідувала Університет Ксав'єра в Новому Орлеані, штат Луїзіана, а потім Афроамериканський римокатолицький університет, де упродовж двох років вивчала фармацію.
У 1954 році ненадовго повернулася до Бірмінгема. Згідно з законами Джима Кроу, які встановлювали і підтримували расову нерівність, афроамериканці повинні були пройти обтяжливий тест на грамотність і сплачувати податок на голосування. Іслі пригадувала, що тестувальник подивився на її заявку і сказав лише: «Ви ходили в Університет Ксав'єра. Два долари». Згодом вона допомагала іншим афроамериканцям підготуватися до тесту.
У 1963 році, в результаті Бірмінгемської кампанії, закінчилася расова сегрегація торговців у центрі Бірмінгема, а в 1964 році Двадцять четверта поправка заборонила податок на вибори. І лише у 1965 році Закон про право голосу скасував тест на грамотність.
Незабаром після цього Енні Іслі одружилася і переїхала в Клівленд з наміром продовжити навчання. На жаль, місцевий університет невдовзі закрив свою програму з фармації, а альтернативи поблизу не було.
Упродовж 1970-х Іслі виступала за і заохочувала жінок і студентство меншин у коледжі працювати у галузі STEM.

## Кар'єра в NACA і NASA

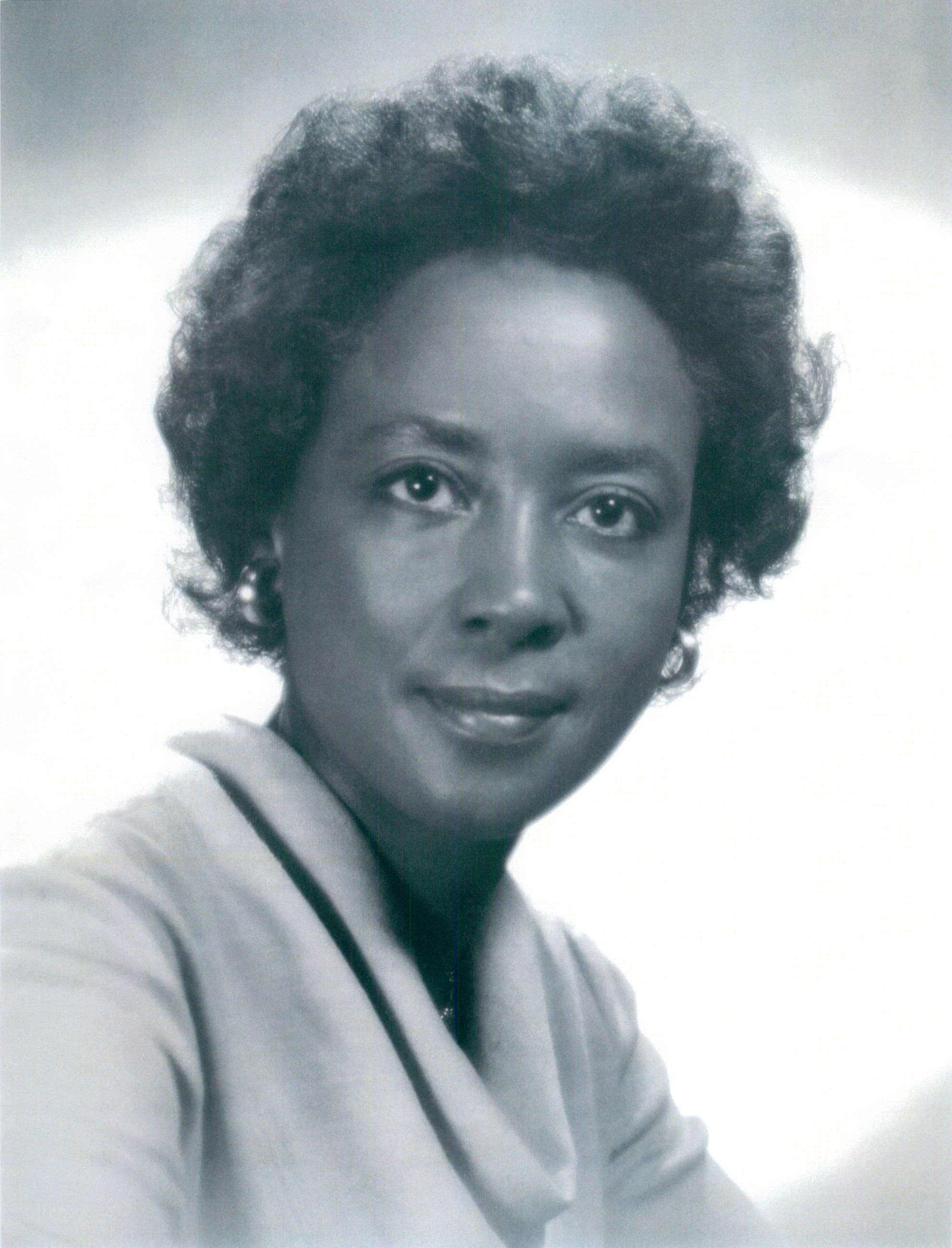
Енні Іслі, NASA

У 1955 році Енні Іслі прочитала статтю у місцевій газеті про сестер-близнючок, які працювали в Національному консультативному комітеті з аеронавтики (NACA) «комп'ютерами», і наступного дня подала заявку. Через два тижні її прийняли на роботу, вона стала однією з чотирьох афроамериканців з близько 2500 осіб персоналу. Вона почала свою кар'єру математикинею і комп'ютерною інженеркою в Лабораторії літального руху Льюїса NACA (яка стала Науковим центром Льюїса НАСА, 1958—1999, а згодом Дослідним центром Джона Гленна) в Клівленді, штат Огайо. Іслі продовжувала освіту, працюючи в агентстві, і в 1977 році здобула бакалаврський ступінь з математики в Університеті штату Клівленд. У рамках безперервної освіти Іслі проходила курси спеціалізації від НАСА.
Її 34-річна кар'єра включала розробку і впровадження комп'ютерного коду, що аналізував альтернативні електротехнології, підтримував високоенергетичний розгінний блок Centaur, визначав сонячні, вітрові та енергетичні проекти, ідентифікував системи перетворення енергії і альтернативні системи для вирішення енергетичних проблем. Її енергетичні завдання включали дослідження з визначення терміну експлуатації акумуляторних батарей, на зразок тих, що використовуються в електричних спецавтомобілях. Її комп'ютерні програми використовувалися для визначення систем перетворення енергії, які пропонують поліпшення порівняно з наявними у продажу технологіями. Вона пішла у відставку в 1989 році (у деяких джерелах — 1991).
Робота Іслі над проєктом Centaur стала технологічною основою для запусків космічних човників, а також комунікаційних, військових і погодних супутників. Її робота сприяла польоту 1997 року до Сатурна зонда Cassini, верхнім блоком пускової установки якого був Centaur.
21 серпня 2001 року в Клівленді Сандра Джонсон взяла в Енні Іслі інтерв'ю. Інтерв'ю зберігається в Програмі усної історії Космічного центру Джонсона NASA. 55 сторінок інтерв'ю містять матеріали про історію руху за громадянські права, Дослідний центр Гленна, космічний центр Джонсона, космічні польоти, а також внесок жінок у космічні польоти.

## Цитати
|  | Коли люди мають свої упередження і забобони, так, я про це знаю. Моя голова не в піску. Але справа в тому, що якщо я не зможу працювати з вами, я вас обійду. Я й близько не буду така розчарована, щоб піти геть. Деякі люди можуть так для себе вирішити, але не я. Оригінальний текст (англ.) When people have their biases and prejudices, yes, I am aware. My head is not in the sand. But my thing is, if I can't work with you, I will work around you. I was not about to be so discouraged that I'd walk away. That may be a solution for some people, but it's not mine. |

|  | Ти ніколи не занадто стара, і якщо хочеш, як казала моя мати, то можеш зробити все, що хочеш, але ти мусиш над цим працювати. Оригінальний текст (англ.) You're never too old, and if you want to, as my mother said, you can do anything you want to, but you have to work at it. |

|  | Я хотіла б просто сказати зараз те, що я кажу людям, що не має значення, скільки тобі років чи що ти вирішила робити, коли тобі було вісімнадцять чи шістнадцять, не має значення, якщо ти пізніше передумаєш і підеш в іншу галузь, бо ми повинні бути гнучкими. Оригінальний текст (англ.) I'd like to just throw in here at this time that I tell people that it doesn't matter what your age is or what you decide to do when you're eighteen or sixteen, it doesn't matter if you change your mind later on and change fields, because we need to be flexible. |

## Окремі праці
- Performance and Operational Economics Estimates for a Coal Gasification Combined-Cycle Cogeneration Powerplant. Nainiger, Joseph J.; Burns, Raymond K.; Easley, Annie J. NASA, Lewis Research Center, Cleveland, Ohio, USA NASA Tech Memo 82729 Mar 1982 31p
- Bleed Cycle Propellant Pumping in a Gas-Core Nuclear Rocket Engine System. Kascak, A. F. ; Easley, A. J. National Aeronautics and Space Administration. Lewis Research Center, Cleveland, Ohio. Report No.: NASA-TM-X-2517; E-6639 March 1972
- Effect of Turbulent Mixing on Average Fuel Temperatures in a Gas-Core Nuclear Rocket Engine. Easley, A. J. ; Kascak, A. F.; National Aeronautics and Space Administration. Lewis Research Center, Cleveland, Ohio. Report No.: NASA-TN-D-4882 Nov 1968

## Подальше читання
- Pendergast, Sara; Pendergast, Tom (2007). Contemporary Black biography. profiles from the international Black community. Detroit, Mich.: Thomson Gale. ISBN 9781414429205. Архів оригіналу за 10 січня 2019. Процитовано 10 січня 2019.
- Warren, Wini (1999). Black women scientists in the United States. Bloomington, Ind. [u.a.]: Indiana University Press. ISBN 9780253336033.